# استانیسلاو گوواروخین
استانیسلاو سرگئیوویچ گوواروخین (روسی: Станислав Серге́евич Говорухин؛ ۲۹ مارس ۱۹۳۶ – ۱۴ ژوئن ۲۰۱۸) کارگردان فیلم، فیلم‌نامه‌نویس، بازیگر، سیاستمدار و کارگردان تلویزیونی اهل اتحاد جماهیر شوروی بود.
از فیلم‌ها یا مجموعه‌های تلویزیونی که وی در آن‌ها نقش داشته است، می‌توان به آسا اشاره نمود.
وی همچنین برندهٔ جوایزی همچون هنرمند مردمی فدراسیون روسیه شده‌است.